# Nasim Gusseinov
Nasim Gusseinov (Bakoe, 2 augustus 1969) is een voormalig Azerbeidzjaans judoka. Gusseinov won namens het Gezamenlijk team de gouden medaille tijdens de Olympische Zomerspelen 1992. Gusseinov won verder twee medailles op de wereldkampioenschappen en tijdens de Olympische Zomerspelen 1996 werd Gusseinov in de tweede ronde uitgeschakeld.

## Resultaten
- Wereldkampioenschappen judo 1991 in Barcelona  in het extra lichtgewicht
- Olympische Zomerspelen 1992 in Barcelona  in het extra lichtgewicht
- Wereldkampioenschappen judo 1993 in Hamilton  in het extra lichtgewicht
- Olympische Zomerspelen 1996 in Atlanta 17e in het extra lichtgewicht

1980: Thierry Rey ·
1984: Shinji Hosokawa ·
1988: Kim Jae-yup ·
1992: Nasim Gusseinov ·
1996: Tadahiro Nomura ·
2000: Tadahiro Nomura ·
2004: Tadahiro Nomura ·
2008: Choi Min-ho ·
2012: Arsen Galstjan ·
2016: Beslan Moedranov ·
2020: Naohisa Takato ·
2024: Yeldos Smetov